# Manvydas
Manvydas (in russo Монтивид?, Montivid o Monvyd; 1300 circa – 1342 circa) era il figlio maggiore di Gediminas.

## Biografia
L'unica informazione disponibile sulla vita di Manvydas è relativa alla sua entrata in possesso di Kernavė e Slonim dopo la morte di suo padre nel 1341. Poiché null'altro è noto sulla sua figura, gli studiosi ritengono che il primogenito di Gediminas morì nella battaglia della Strėva contro i cavalieri teutonici nel febbraio del 1348. Tale deduzione è basata sulla narrazione fornita dal cronista tedesco medievale Matthias von Neuenburg, il quale riferisce la morte di due figli - l'altro era Narimantas - di Gediminas durante lo scontro.
Secondo alcuni autori, Manvydas non era il figlio maggiore, bensì il minore. Ciò giustificherebbe il perché al momento della morte di suo padre Gediminas, i primi a protestare per la nomina di Jaunutis furono Narimantas e Algirdas, ritenuti i «candidati più papabili», verosimilmente per via della loro età. Per lo storico britannico Stephen Christopher Rowell Manvydas sarebbe morto molto prima del 1348, ovvero nel 1342.

## Ascendenza
|           |                |   | Genitori |  |  | Nonni        |  |  | Bisnonni |  |
|           |                |   |          |  |  | Butvydas (?) |  |  | …        |  |
|           |                |   |          |  |  | Butvydas (?) |  |  | …        |  |
|           |                | … |          |  |  | Butvydas (?) |  |  |          |  |
| Gediminas |                |   |          |  |  | Butvydas (?) |  |  |          |  |
|           |                | … | …        |  |  |              |  |  |          |  |
|           |                | … | …        |  |  |              |  |  |          |  |
|           |                | … | …        |  |  |              |  |  |          |  |
| Manvydas  |                | … |          |  |  |              |  |  |          |  |
|           | Ivan di Polack | … |          |  |  |              |  |  |          |  |
|           | Ivan di Polack | … |          |  |  |              |  |  |          |  |
|           | Ivan di Polack | … |          |  |  |              |  |  |          |  |
| Jewna ?   | Ivan di Polack |   |          |  |  |              |  |  |          |  |
|           |                | … | …        |  |  |              |  |  |          |  |
|           |                | … | …        |  |  |              |  |  |          |  |
|           |                | … | …        |  |  |              |  |  |          |  |
|           |                | … |          |  |  |              |  |  |          |  |